# Kutejnykowe
Kutejnykowe (ukrainisch Кутейникове; russisch Кутейниково/Kuteinikowo) ist eine Siedlung städtischen Typs in der Oblast Donezk im Osten der Ukraine mit etwa 1700 Einwohnern.

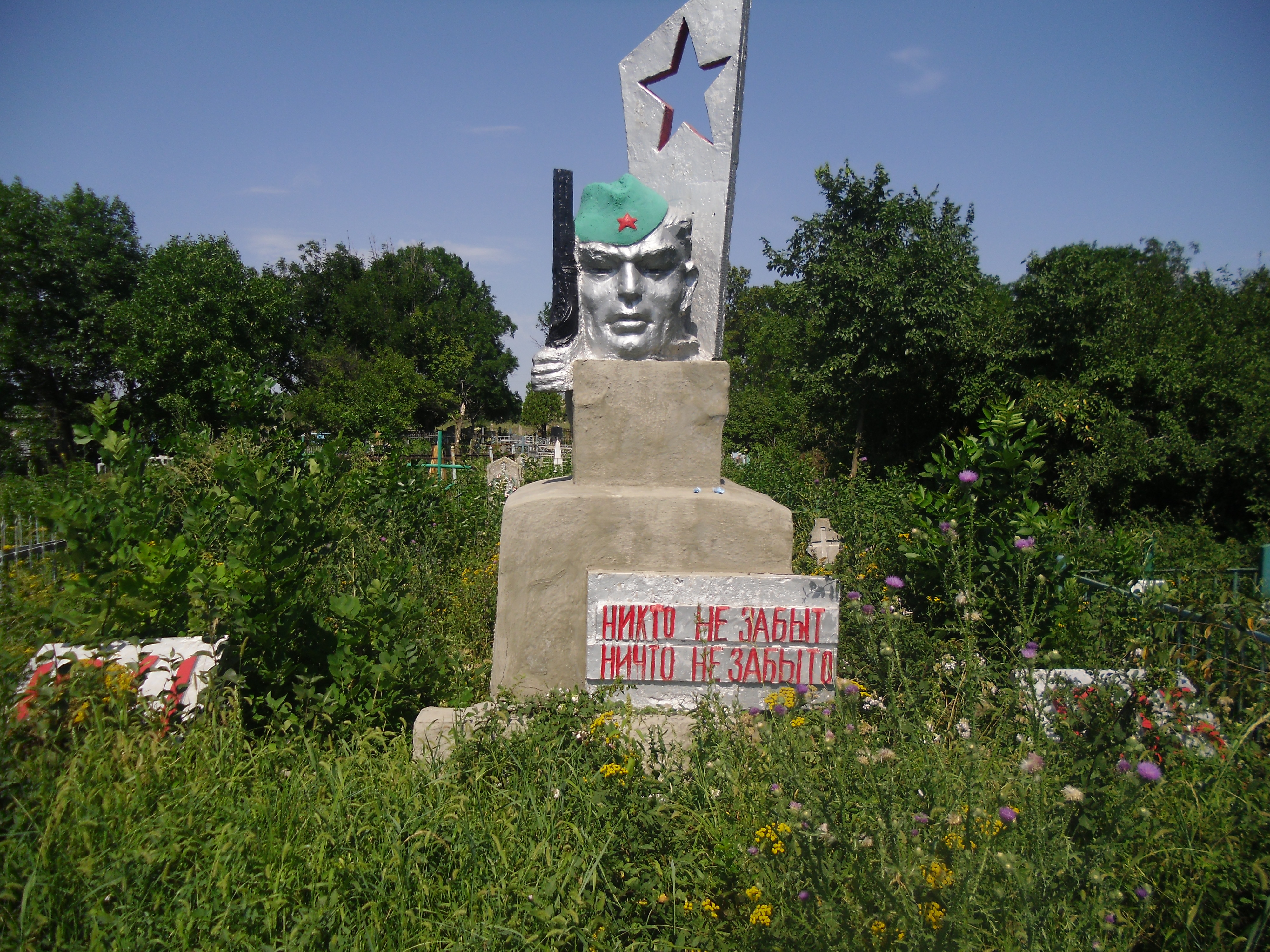
Denkmal im Ort

Die Siedlung ist am Rande des Donezbecken, etwa 14 Kilometer westlich der Rajonshauptstadt Amwrossijiwka sowie 34 Kilometer südöstlich vom Oblastzentrum Donezk gelegen.
Der Ort wurde 1878 im Zuge des Baus der Eisenbahnstrecke zwischen Ilowajsk und Taganrog/Rostow am Don erbaut und besitzt seit 1938 den Status einer Siedlung städtischen Typs. Im Ort gibt es ein Backwarenkombinat und eine Futtermühle samt Getreidesilo.
Seit August 2014 ist die Siedlung als Folge des Krieges in der Ukraine in der Hand von prorussischen Separatisten der Volksrepublik Donezk.